# Bermellar
Bermellar település Spanyolországban, Salamanca tartományban. Bermellar Cerralbo, Olmedo de Camaces, Lumbrales, Hinojosa de Duero, Saucelle, Barruecopardo és Saldeana községekkel határos. Lakosainak száma 131 fő (2024).

## Népesség
A település népessége az elmúlt években az alábbi módon változott:
| Lakosok száma | 219  | 196  | 179  | 169  | 159  | 142  | 136  | 134  | 121  | 131  |
|               | 2001 | 2004 | 2007 | 2009 | 2012 | 2014 | 2017 | 2019 | 2022 | 2024 |